# Aconura fasciata
Aconura fasciata är en insektsart som beskrevs av Emeljanov in Bei-bienko 1964. Aconura fasciata ingår i släktet Aconura och familjen dvärgstritar. Inga underarter finns listade i Catalogue of Life.